# Kapre
O kapre (relacionado à Agta no dialeto visaiano) é uma criatura mítica filipina que poderia ser caracterizada como um demônio-árvore, mas com mais características humanas. É descrito como sendo um homem cabeludo, pardo, alto (7 a 9 pés), com uma barba. Kapres são descritos normalmente como fumando um grande cachimbo de tabaco, cujo cheiro forte atrairia a atenção humana. O termo kapre vem do árabe "kaffir", significando um não-crente no Islã. Os árabes primitivos e os mouros o usavam para se referir aos dravidianos não-muçulmanos que tinham pele escura. O termo foi mais tarde trazido para as Filipinas pelos espanhóis que tiveram contato anterior com os mouros. Alguns historiadores especulam que a lenda foi propagada pelos espanhóis para prevenir os filipinos de auxiliar qualquer escravo africano fugitivo.

## Habitat natural e vestimenta
Dos Kapres diz-se que residiam em grandes árvores como acácias, mangueiras, bambus e figueira-de-bengala (conhecida nas Filipinas como balete). É geralmente também visto sentado sob aquelas árvores. Do Kapre diz-se usar tanga indígena das Filipinas do Norte conhecida como bahag, e de acordo com alguns, frequentemente usa um cinto que dá ao kapre a habilidade de ficar invisível aos humanos. Em algumas versões, o kapre supostamente segura uma pedra mágica branca, um tamanho um pouco menor do que um ovo de codorna. Acontecendo de alguma pessoa obter esta pedra, o kapre concederia desejos.

## Comportamento
Kapres não são necessariamente considerados maus, diferentemente do mananangal. Kapres podem fazer contatos com as pessoas para oferecer amizade ou se estiver interessado em uma mulher. Se um Kapre faz amizade com qualquer humano, especialmente por causa de amor, o Kapre seguirá consistentemente seu "interesse amoroso" por toda a vida. Também, se alguém é amigo do Kapre então essa pessoa tem a habilidade de vê-lo e se ele for sentar sobre ele então qualquer pessoa poderá vê-lo.
Dos Kapres também é dito pregar peças nas pessoas, frequentemente fazendo os viajantes tornarem-se desorientados e perder seu caminho nas montanhas ou nos bosques. Também acredita-se que tenham a habilidade de confundir as pessoas mesmo em seus arredores familiares; por exemplo, alguém que esquece que está em seu próprio jardim ou lar é dito ter sido enganado por um Kapre. Relatos de experimentar os encantamentos de um Kapre incluem o de testemunhar ramos de árvore farfalhando, mesmo se o vento não está forte. Alguns exemplos mais seriam escutar risadas altas vindo de um ser não-visto, testemunhar muita fumaça a partir do topo de uma árvore, ver olhos ardentes grandes -durante o horário noturno- vindos de uma árvore, tão bem quanto ver de verdade um Kapre andando em áreas de floresta. Acredita-se também que pirilampos abundantes em áreas de bosques são as brasas do cachimbo de tabaco iluminado do Kapre.